# Афанасово (Большесельское сельское поселение)
В Большесельском районе есть ещё одна деревня с таким названием, в Вареговском сельском поселении. В других районах Ярославской области ещё шесть деревень.
Афанасово (по топокарте Афанасьево) — деревня в Большесельском сельском поселении Большесельского района Ярославской области.

## Население
По данным статистического сборника «Сельские населенные пункты Ярославской области на 1 января 2007 года», в деревне Афанасово не числится постоянных жителей.  По топокарте на 1973 год в деревне проживало 5 человек .

## География
Деревня расположена к югу от районного центра Большое село, на удалении около 2,5 км от правого восточного берега реки Молокша, левого притока Юхоти. По берегу Молокши проходит дорога к районному центру Большое Село, удалённая от Афанасово на 2 км. К этой дороге от Афанасово идёт просёлочная дорога через деревню Герцино. Деревня стоит на окружённом лесами поле, протянувшемся а 3 км с севера на юг и на 1 км с востока на запад. К югу от Афанасово На этом поле стоят деревни Андрейцевка и Симоново. Ранее непосредственно к югу от Афанасово находилась деревня Власьево . Это поле расположилось на возвышенности, спускающейся к западу к Молокше, в восточном направлении к заболоченной низине, в которой к юго-востоку находится исток текущей на юг реки Могза из бассейна реки Которосль, а к северо-востоку от Афонасово источник реки Хоравка, левого притока Юхоти .